# Гладилин, Пётр Владимирович
Пётр Влади́мирович Глади́лин (род. 19 ноября 1962, Очамчира, Абхазская АССР) — российский кинорежиссёр, сценарист, драматург, художник-график и писатель.

## Биография

### Ранние годы
Пётр Гладилин родился в 1962 году. Отец — морской офицер, мать — учительница иностранных языков. Детство провел в городе Анапа Краснодарского края. В 1976 семья переезжает в Москву. Драматург, режиссёр театра и кино, поэт, художник- график, продюсер. Проходил срочную службу в пограничных войсках в 1981-83 годах . В 1986 году Пётр окончил исторический факультет МГПИ им. Ленина. Выпускался с дипломной работой по психологии: «Климат безопасности на уроке».

### 1990—2000 годы
В 1991 году Пётр Гладилин дебютирует книгой поэзии «Рыжий карамболь». В период 1992-94 гг в РИА «Новости» прошли несколько художественных выставок и инсталляций, где была представлена графика Петра Гладилина. Одним из самых громких событий театрального сезона 1994 года стала премьера спектакля «Тачка во плоти». Елена Коренева и Евдокия Германова исполнили главные роли. Режиссёром-постановщиком выступил Евгений Каменькович. В 1995 году состоялся дебют Петра как писателя, журнал «Новая Юность» напечатал роман «Охота в зоопарке».
В октябре 1995 в Москве на малой сцене Театра на Таганке состоялся спектакль «Лу» по пьесе Дэвида Джорджа, где Гладилин выступил сценографом. Пьеса была поставлена в рамках русско-австралийского театрального проекта. Первая работа Гладилина, как театрального режиссёра состоялась в 1996 году спектаклем по собственной пьесе «Вещий сон». В спектакле заняты артисты: Камий Кайоль (Франция), Александр Мохов, Владимир Стержаков. В октябре этого же года в Государственной цирковой компании «Росгосцирк» ставит в качестве режиссёра большой аттракцион «Бал-маскарад» .
9 февраля 1998 года в сотрудничестве с театральной антрепризой «Арт- партнёр» на сцене театра Моссовета прошла премьера пьесы Петра Гладилина «Ботинки на толстой подошве» В спектакле заняты народные артисты России Татьяна Васильева, Валерий Гаркалин, Александр Феклистов, постановка Романа Козака.
Через неделю в театре «Школа современной пьесы» (художественный руководитель Иосиф Райхельгауз) в постановке Вадима Мирошниченко прошла премьера пьесы «Другой человек». В спектакле заняты Ирина Алферова, Альберт Филозов.
16 декабря 1998 года в театре на Малой Бронной состоялась премьера спектакля «Афинские вечера», которую осуществил продюсерский проект «Театральная Ассамблея Петра Гладилина». В постановке участвовали такие звезды как Ольга Аросева, Лев Дуров, Вера Алентова, а также молодые выпускники театральных ВУЗов Анастасия Бусыгина, Андрей Барило, Геннадий Митник. Режиссёром выступил Николай Чиндяйкин.
Премьерный показ спектакля «Игрушечный рай» с участием Натальи Гундаревой и Сергея Шакурова по пьесам трех авторов: Петра Гладилина , Макса Фриша, Роберта Андерсона прошел 22 декабря 1998 года. Постановку осуществил продюсерский центр «МЕДИА-ПАРК». 27 декабря 1998 года — театр Табакова, премьера спектакля «Любовь как Милитаризм», режиссёр Евгений Каменькович, художник Александр Боровский. В ноябре 1999 года Пётр Гладилин в качестве кинорежиссёра приступил к съёмкам художественного фильма «Афинские вечера» по одноимённой пьесе. В фильме снялись Ольга Аросева, Лев Дуров, Галина Польских, Дмитрий Шевченко, Дарья Мороз. 1 января 2000 года состоялась премьера фильма на Российском телевидении.
В 1997—1998 годах пьесы П. Гладилина входят в десятку лучших пьес года (короткий список премии «Антибукер» за 1997, 1998 годы).

### 2001—2008 годы
Пьесы Гладилина стали широко ставиться в российских театрах:
- Омск «Любовь как Милитаризм» Омский академический театр драмы режиссёр Елена Невежина[10]
- Минск, «Ботинки на толстой подошве», антреприза «Альфа- радио» (режиссёр Николай Пенигин)[11]
- Екатеринбург, Академический Театр Драмы, «Афинские вечера» 2001 г.
- Гомель, Молодежный независимый театр, «Афинские вечера»
- Томск, Томский областной драматический театр, «Другой человек».
- Пенза, Пензенский областной драматический театр. «Афинские вечера»
- Самара, Академический театр драмы. «Афинские вечера»
- Стерлитамак, Государственный русский драматический театр. «Афинские вечера», «Мотылёк»
- Тульский театр драмы, «Афинские вечера»[12]
- Нижегородский театр драмы имени Горького, «Вышел ангел из тумана»[13], «Похищение Сабинянинова»[14].
- Красноярский Театр Драмы, «Афинские вечера», «Мотылёк».

На начало 2008 года всего было более 130 постановок в России, странах СНГ, Европы, и США.

### 2008—2018 годы
В апреле 2008 года в фонде «Эра» состоялась выставка графики Петра Гладилина, посвященная выходу книги прозы. В 2009 г. Пётр Гладилин закончил работу над новыми пьесами «Фотоаппараты», «Апельсиновый айсберг» и "Коллизей".15 сентября 2010 года в Московском Театре на Юго-Западе состоялась премьера спектакля «Фотоаппараты», постановка главного режиссёра театра, народного артиста России Валерия Беляковича.
22 апреля 2011 года в «ДРУГОМ ТЕАТРЕ», на сцене центра Владимира Высоцкого состоялась премьера комедии-буфф «МУЗЫКА для ТОЛСТЫХ». Пьеса и постановка Петра Гладилина. Театральный сезон 2011—2012 года стал рекордным по количеству премьер: (Московский театр на юго- западе «Мотылёк»; Ростовский театр Драмы «Вышел Ангел из тумана»; Киев Молодой театр «Афинские вечера»: Смоленский камерный театр «Мотылёк»; Северодвинский драматический театр «Вышел Ангел из тумана и другие постановки). Всего 18 премьер.
Композитор, артист театра и кино Иван Замотаев («Другой театр») написал 13 песен на стихи Петра Гладилина. «Фиолетовая женщина», «Захарий», «Русалка» и другие. 3 апреля 2012 года в Доме Булгакова состоялась премьера музыкального спектакля «Я тебя помню босой и прекрасной».
15 мая 2012 года Пётр Гладилин приступил к съёмкам полнометражного художественного фильма «Упакованные», в жанре Comedi Noir, по собственному сценарию. Фильм получил приз зрительских симпатий на «Кинофестивале комедийного кино» в городе Габрово, Болгария, на фестивале «Улыбнись, Россия» в Туле «За непредсказуемость сценарного решения». Спектакль «Мотылёк» в постановке Явора Гырдева (София, «Национальный театр Ивана Вазова») стал лауреатом Национальной театральной премии Болгарии «Аскеер» в четырёх номинациях. 7 июня 2014 года в рамках семинара центра драматургии Юджина О'Нила на «острове — сцене» («stage-island»), состоялась премьера спектакля по пьесе Петра Гладилина «Другой Человек», постановка Сергея Коковкина, в спектакле заняты: Оксана Мысина, Виталий Кравченко, Кевин Гир. 22 января 2015 на сцене «Другого театра» состоялась премьера спектакля «Любовь как милитаризм». Пьеса, постановка и сценография Петра Гладилина.
22-28 апреля 2015 года Пётр Гладилин президент жюри кинофестиваля морских и приключенческих фильмов «Море зовёт!», Петербург, далее постоянный член жюри.
Декабрь Декабрь 2018 года ознаменовался громкой премьерой в Московском Театре на Юго-Западе спектакля "ZOOFELLINI\ Интернет и ТВ времен Римской империи".Постановка и сценография - Олег Леушин (Заслуженный артист России )
Режиссёр Евгений Каменькович завершил  театральный сезон 2018 года, в Мастерской Петра Фоменко,  премьерной постановкой  спектакля «Lегкое Dыхание»,  по пьесе-шараде Петра Гладилина «Волшебный антиникотиновый пластырь» или  «Смерть под  парусом».

#### Избранные премьеры 2016—2018 годов
- Минск, национальный театр Янки Купалы «Любовь как Милитаризм»
- Эдмонтон (Канада) «Другой человек»[29]
- Бакинский театр драмы « Афинские вечера»
- Ульяновск (свободный проект) « Другой человек»
- Сербия, Белград, «Театр КПГТ» «Фотоаппараты».
- «Театр А.R.T.», Сидней Австралия.
- Москва, Театр на Юго-Западе. ZOOFELLINI\Интернет и ТВ времен Римской империи
- Мастерская Петра Фоменко "Lегкое Dыхание" («Волшебный антиникотиновый пластырь»)

## Фильмография, пьесы и постановки

### Автор пьес
- "Похищение Сабинянинова"  (1994)
- "Тачка во плоти" (1994)
- "Вещий сон" (1996)
- "Другой человек" (1997)
- "Афинские вечера" (1998)
- "Ботинки на толстой подошве" (1998)
- "Любовь как милитаризм" (1998)
- "Охота в зоопарке". Бенефис для характерной актрисы. (2000)
- "Мотылек"   (2001)
- "Вышел ангел из тумана" ( 2003)
- "Тщательно охраняемый секрет" (2006)
- "Пантера" (2007)
- "Нос. Монопьеса." (По мотивам произведений Гоголя и Ростана). (2009)
- "Апельсиновый айсберг" (2009)
- "Фотоаппараты" (2009)
- "Музыка для толстых" (2011)
- "Воскрешение Пелагова" (2015)
- "ZOOFELLINI, интернет и ТВ Римской империи" (2017)
- "Волшебный антиникотиновый пластырь"  ("Lегкое Dыхание") (2017)

### Сценарист
- 2000 — Афинские вечера
- 2004 — Тебе, настоящему
- 2004 — Летучая мышь
- 2006 — Аврора
- 2006 — В ритме танго
- 2006 — Дьявол из Орли
- 2007 — 
Вилла раздора, или Новый год в Акапулько
- 2007 — Путейцы
- 2010 — Егорушка
- 2010 — Путейцы-2
- 2012 — Старики Фильм № 4 Союз нерушимый
- 2013 — Упакованные

### Режиссёр
- 2000 — Афинские вечера
- 2005 — Прогулки с автором Документальный фильм.
- 2013 — Упакованные

### Избранные постановки пьес
- Тачка во плоти, русско-французская театральная компания «Сапфо». Режиссёр Е. Каменькович.
- Театр Олега Табакова. «Любовь как милитаризм». Режиссёр Е. Каменькович.
- Мастерская Петра Фоменко. «Мотылёк». Режиссёр Е. Каменькович.
- Московский академический Театр Сатиры. «Вышел ангел из тумана». Режиссёр Никита Ширяев.
- Театр на Юго-Западе. «Фотоаппараты» Режиссёр Е.Белякович.
- Большой Драматический Театр (БДТ) им. Г. А. Товстоногова. «Мотылек». Режиссёр Н.Пинигин
- Театр Моссовета, Арт-Партнер. «Ботинки на толстой подошве» Режиссёр Роман Козак.
- Берлинский фестиваль радиоспектаклей, «Фотоаппараты» (англ. яз).
- Нижегородский театр драмы имени А. М. Горького. «Вышел ангел из тумана» Режиссёр Саркисов.
- Омский академический театр драмы, «Любовь как Милитаризм»
- София. Национальный театр Ивана Вазова. «Мотылек». Режиссёр Явор Гырдев.
- Центр Юджина О'Нила, США. На острове-сцене («stage-island») «Другой Человек», постановка Сергея Коковкина.
- «Музыка для толстых». Другой театр. Режиссёр Пётр Гладилин.
- Эдмонтон (Канада). «Другой человек».
- Сербия, Белград, «Театр КПГТ» «Фотоаппараты».
- «Любовь как милитаризм». Другой театр. Режиссёр Пётр Гладилин.
- Минск, национальный театр Янки Купалы «Любовь как Милитаризм»
- «Театр А.R.T.» Сидней Австралия. «Вышел Ангел из тумана».

### Издания
1. 1991 Рыжий карамболь ISBN 5-265-02200-7
2. 2005 Платоническое сотрясение мозга ISBN 5-902539-03-X
3. 2006 Аврора, или Что снилось спящей красавице ISBN 5-8189-0744-9
4. 2009 Пьесы. Сборник ISBN 978-5-91187-094-2